# Fritz Zalisz
Fritz Zalisz (* 17. Oktober 1893 in Gera; † 13. Dezember 1971 in Holzhausen) war ein deutscher Maler, Grafiker, Bildhauer und Dichter der Verschollenen Generation aus dem Umfeld der Leipziger Expressionisten.

## Leben und Werke

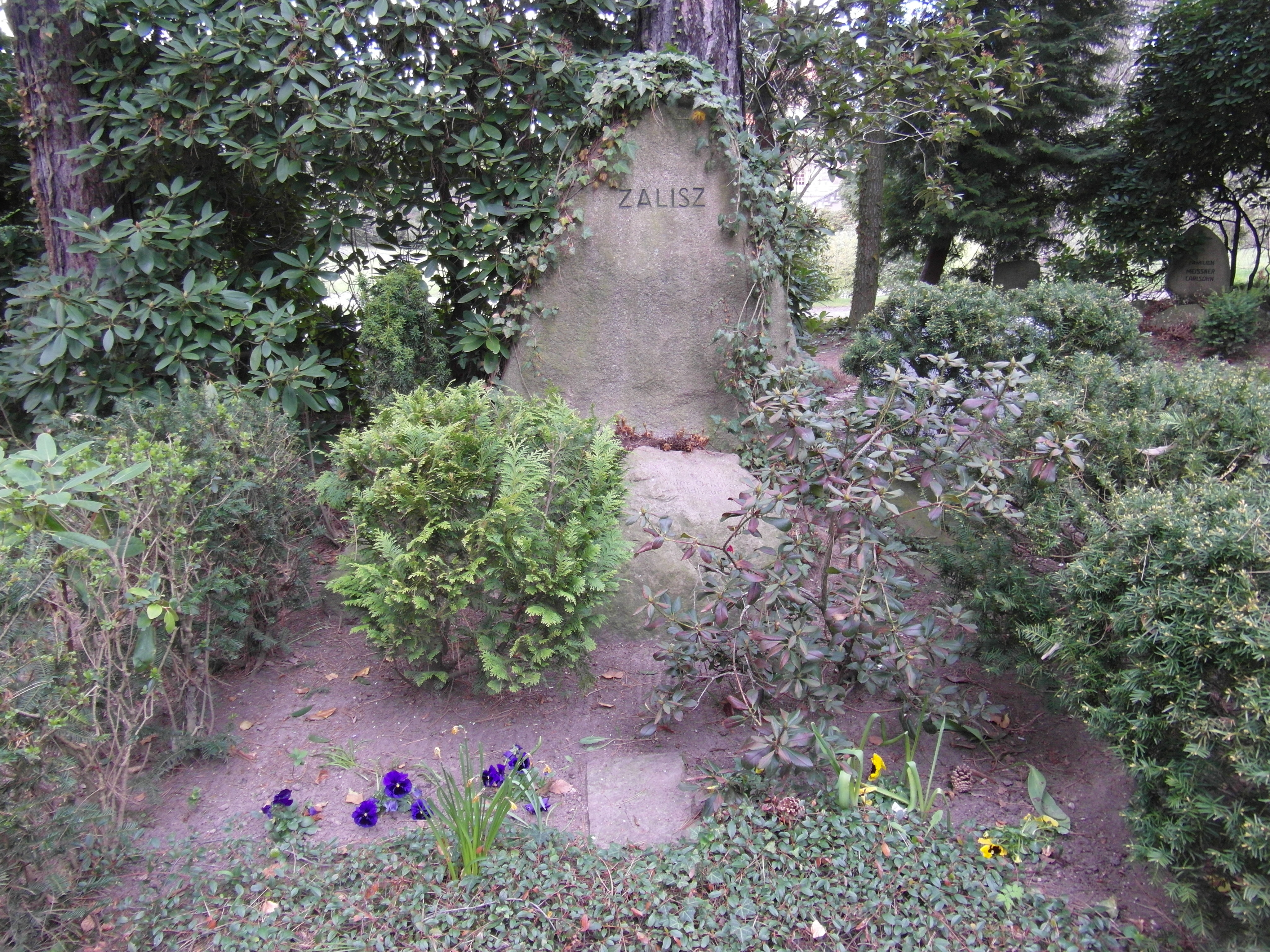
Grabstätte Fritz Zalisz auf dem Südfriedhof in Leipzig

Zalisz wurde 1893 in Gera als Sohn eines Goldschmiedes und Juweliers geboren. Nach seiner Schulausbildung absolvierte er zoologische Studien bei Ernst Haeckel in Jena. Später wurde er dessen Mitarbeiter und stand mit ihm nachfolgend in Briefwechsel.
Ernst Haeckel vermittelte ihm die Bekanntschaft mit dem Münchner Maler Gabriel von Max. Während seines Studienaufenthalts in München entstanden erste plastische Versuche unter dem Einfluss von Adolf von Hildebrand. In einem Münchner Kaffeehaus begegnete er 1917 Lenin, den er zeichnete und danach von ihm einen Holzstich fertigte.
1914 war Zalisz Teilnehmer des Ersten Weltkrieges (u. a. als Kriegsmaler der 58. Division). 1918 setzte er seine Studien an der Akademie für Grafik und Buchgewerbe in Leipzig fort. Seine Lehrer waren Otto Richard Bossert und Alois Kolb für grafische Techniken (insbesondere Radierung und Holzstich) und Adolf Lehnert für Plastik.
Nach weiteren Studienaufenthalten in Berlin war er freischaffend in Leipzig tätig, von wo aus er zu Reisen nach Holland, Belgien, Frankreich und der Schweiz aufbrach. Zalisz stellte u. a. 1927 auf der Juryfreien Kunstausstellung in Leipzig aus.
1927 verzichtete Zalisz auf das Angebot einer Professur in Madrid.
1937 wurden im Rahmen der deutschlandweiten konzertierten Aktion  „Entartete Kunst“ nachweislich sechs seiner Werke aus öffentlichen Sammlungen beschlagnahmt und zerstört.
1940 zog Zalisz nach Leipzig-Holzhausen. Nach dem Zweiten Weltkrieg schuf er vorwiegend Klein- und Tierplastiken. Zudem verfasste er Aphorismen und Gedichte.

## Rezeption
„Was Meidner pfeifend macht, Kokoschka schnaufend hinwühlt und Pechstein grimmig umreißt, das schleudert Zalisz aus dem Handgelenk.“

## Ehrungen
- 2001 wurde die Südstraße im Stadtteil Holzhausen in Fritz-Zalisz-Straße umbenannt.

## Mitgliedschaften
- Ab 1930 Mitglied der Freimaurerloge Minerva zu den drei Palmen in Leipzig,[5] wo er das Amt des Meisters vom Stuhl innehatte.
- Mitglied im Verband Bildender Künstler der DDR

## Werke (Auswahl)

Wagnertafel am Brühl
Grabstein Walter Niemann

### Plastische Werke
- 1921 Büste Mathias Grünewald, Marmor
- 1922 Büste Ludwig van Beethoven, Marmor
- 1924 Ruhende Diana, Bronze, überlebensgroß
- 1931 Büste Anton Bruckner, Marmor[6]
- 1932 Büste Richard Wagner, Gips für Marmor, Leipziger Gewandhaus
- 1935 Gedenktafel Johann Sebastian Bach, Thomaskirche, Leipzig, zerstört
- 1936 Gedenktafel Theodor Körner, mit Gedicht: Lützows wilde verwegene Jagd, Bronze, ehemaliges Neues Theater, Leipzig, 1942 im Zuge der „Metallspende des deutschen Volkes“ eingeschmolzen. Eine Replik davon seit 2000 an der Rückseite des Opernhauses am Schwanenteich.
- 1937 Gedenktafel Richard Wagner, Bronze, als Erinnerung an Wagners Geburtshaus am Brühl, jetzt Höfe am Brühl
- 1953 Entwurf eines Grabsteins für seinen Freund Walter Niemann

### Druckgrafik
- Selbstporträt. In: Stadtgeschichtliches Museum Leipzig. 1920, abgerufen am 5. Mai 2022.
- Fausttragödie. Erster und Zweiter Teil. (24 Lithographien, Wohlleben, Leipzig, um 1918; u. a. im Bestand des Lindenau-Museums Altenburg)[7]
- Iphigenie auf Tauris. (12 Lithographien, um 1920; u. a. im Bestand des Lindenau-Museums Altenburg)[7]
- Das Drama eines Gottes. (12 Lithographien, um 1920; u. a. im Bestand des Lindenau-Museums Altenburg)[7]
- Friedrich Schiller: Turandot, Prinzessin von China. Ein tragikomisches Märchen nach Gozzi. (sechs Radierungen in Rötel; Erster Druck der Delos Presse, Leipzig 1924; Auflage 150)
- Bildnis Max Klinger (Holzstich; im Bestand des Stadtgeschichtlichen Museums Leipzig)[8]
- Gardasee (Kaltnadelradierung, 1925)[9]

### Malerei
- Meine Mutter (Tafelbild, Öl)[10]
- Sylter Strand (Tafelbild, Öl, 1920)[11]

### Buchillustrationen
- Alfred Baresel (Hrsg.): Robert Teichmüller als Mensch und Künstler. Rainer Wunderlich Verlag, Leipzig 1922. 49 S. mit 1 Original-Lithografie.
- Hans Mlynarczyk: Bayreuth im Profil. Seemann-Verlag, Leipzig 1933 (mit Reproduktionen von Zeichnungen)
- Otto Brües: Heiterkeit des Herzens. Erlebnisse zwischen Alltag und Sonntag. (Federzeichnungen), Amthorische Verlagsbuchhandlung, Leipzig 1937

### Literarische Werke
- Klärung. Ein Bekenntnis. Rainer Wunderlich Verlag, Leipzig 1921 (mit 5 Original-Kupferstichtafeln)
- Das kleine Frontbuch. Müller & Kiepenheuer, Potsdam 1934

### 1937 als „entartet“ beschlagnahmte und vernichtete Werke
- Mädchenbildnis in Orange und Blau (Aquarell; Museum der bildenden Künste Leipzig)
- Flusslandschaft (Aquarell; Museum der bildenden Künste Leipzig)
- Landschaftsstudie (Aquarell; Museum der bildenden Künste Leipzig)
- Verlorener Sohn (Lithografie; Museum der bildenden Künste Leipzig)
- Krankes Mädchen (Öl auf Leinwand, 86 × 46,5 cm; Museum der bildenden Künste Leipzig)
- Selbstbildnis (Druckgrafik; Städtisches Museum Gera)

## Ausstellungen

### Postume Einzelausstellungen
- 1983: Leipzig, Galerie im Hörsaalbau der Universität (Gemälde, Aquarelle, Druckgrafiken, Plastiken)
- 1984: Dessau, Schloss Georgium (Malerei und Grafik)

### Ausstellungsbeteiligungen
- 1954: Leipzig, Bezirkskunstausstellung
- 1965: Leipzig, Museum der Bildenden Künste („500 Jahre Kunst in Leipzig“)
- postum 1978: Berlin, Nationalgalerie („Revolution und Realismus“)